# Міню (річка)
Мі́ню (порт. Minho, МФА: [ˈmiɲu]), або Мі́ньо (ісп. Miño, МФА: [ˈmiɲo]) — річка на північному заході Піренейського півострова. Бере початок у іспанській Галісії, у місті Луго. Протікає територією Іспанії та Португалії (Мелгасу, Монсан, Валенса, Віла-Нова-де-Сервейра, Каміня), утворюючи північний іспансько-португальський кордон. Впадає в Атлантичний океан. Найдовша річка в Галісії. На річці розташовані гідроелектростанції Белесар, Веле,  Фр'єйра. Довжина — 340 км (з них 75 км територією Португалії); площа басейну — 12 486 км². Притоки — Кора. Латинська назва — Мі́ній (лат. Minius).

## Назва
- Мі́ній (лат. Minius; грец. Μίνιος, Mínios[1]) — антична римська назва.
- Бе́ній (лат. Baenis, Bainis[1]; грец. Βαῖνις, Vaínis) — альтернативна римська назва.
- Мі́ньо (ісп. Miño, МФА: [ˈmiɲo]) — іспанська назва.
- Мі́ню (порт. Minho, МФА: [ˈmiɲu]) — португальська назва.

## Муніципалітети
Муніципалітети, через територію яких протікає річка (від джерела до гирла).
 Іспанія
- Луго
- Пуертомарін
- Оренсе
- Рібадавія
- Франселуш
- Салватьєрра-ду-Міньо
- Туй
- Томіньо
- Ла-Гвардія

 Португалія
- Мелгасу
- Монсан
- Валенса
- Віла-Нова-де-Сервейра
- Каміня